# 광양 삼광사 소장 불서
광양 삼광사 소장 불서는 대한민국 전라남도 광양시 광양읍에 있다. 2015년 2월 17일 광양시의 향토문화유산 제13호로 지정되었다.

## 개요
몽상화상어록약록(신미가 구결하고 국역 사법어와 몽산화상법어약록임) 일반적으로 몽산화상법어약록이 앞에 실리고 사법어는 부록으로 실려 있는데 이 책은 순서를 바꾸어 편집되었다. 선종영가집(당나라 영가현각이 찬술한 선종의 요결서임). 조선 숙종 10년(1684)에 울산 운흥사에서 새기고 찍어낸 책이다. 몽산화상어록약록(1573년)과 선종영가집(1684년)은 불교 수행자들이 지켜야 할 규범과 부처의 지혜를 전파하는 수행서이며 판각한 사찰명과 연대가 기록된 것으로 스님들의 연구 독송용으로 불교사 및 한글 연구에 매우 중요한 자료로 사료되어 향토문화유산으로 지정되었다.